# Flintbeker Kirche

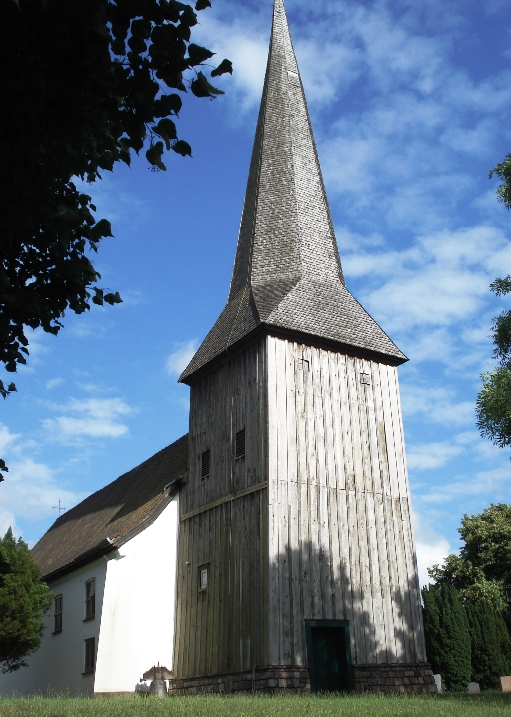
Die Flintbeker Kirche (aus Nordwesten)

Die Flintbeker Kirche ist eine evangelisch-lutherische Kirche in der Gemeinde Flintbek im Kreis Rendsburg-Eckernförde in Schleswig-Holstein und deren ältestes Gebäude. Sie befindet sich in der Ortsmitte auf dem Kirchhof auf einer nach Nord-Westen abfallenden Anhöhe.

## Aufbau
Bei der Kirche handelt sich um eine im spätgotischen Stil errichtete einschiffige Saalkirche mit einem viereckigen Turm. Sie wurde überwiegend aus Backstein erbaut, hat ein mit Dachziegeln gedecktes Satteldach und einen mit Holz verschalten viereckigen Turm. Das Turmdach ist mit Schindeln gedeckt und geht von dem quadratischen Grundriss des Turmes sofort in einen oktogonalen Grundriss über.

## Geschichte
Das Land für die Kirche geht auf eine Stiftung Graf Adolfs III. von Schauenburg zurück. Die Errichtung des Gebäudes musste 1223 auf Gesuch des Propstes Lambert durch den Grafen Albrecht von Orlamünde erneut eingefordert werden, da eine Umsetzung des Bauauftrags offensichtlich ausgeblieben war. Die Urkunde Albrechts hat sich bis heute erhalten.
Wann die Kirche tatsächlich erbaut wurde, ist unklar. Für das Jahr 1238 ist die Existenz einer Kapelle bezeugt. In seiner jetzigen Form stammt das Gebäude der Kirche vermutlich aus dem fortgeschrittenen 13. oder aus dem frühen 14. Jahrhundert und wurde mehrfach umgebaut. Die Patronatsrechte hatte das Augustiner-Chorherren-Stift Neumünster.
Den Turm erhielt die Kirche wohl erst in späterer Zeit. Der jetzige Turm wurde anstelle eines baufälligen Vorgängers im Jahre 1615 errichtet.

## Einrichtung

### Altar

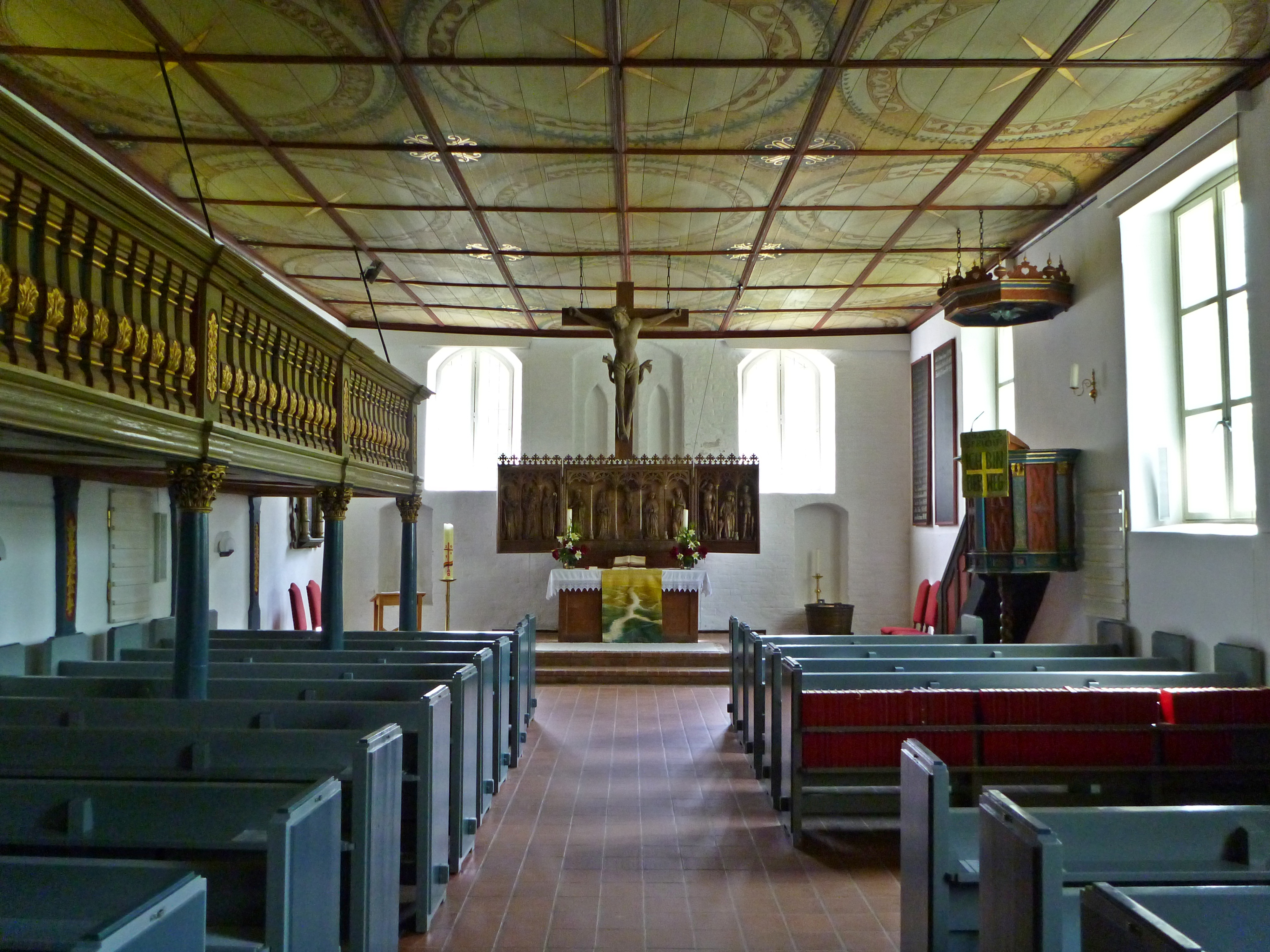
Innenraum mit Altar

Bei dem Altar handelt es sich um einen dreiteiligen spätgotischen Schnitzaltar, der vermutlich um das Jahr 1450 von einem unbekannten Meister hergestellt wurde. Er besteht aus einem Kruzifix in der Mitte, rechts und links vom Kreuz befinden sich je fünf Heiligenfiguren. Diese sind in Leserichtung Ambrosius (?), Anna selbdritt, Augustin, eine unbekannte gekrönte Frauengestalt, Maria, Johannes, Maria Magdalena, Georg, Hieronymus und Mauritius.
Wohl im späten 18. Jahrhundert erfuhr der Altar eine Umarbeitung (und Bemalung), die man sich Anfang des 20. Jahrhunderts rückgängig zu machen bemühte. Bereits vor der spätbarocken Umarbeitung scheinen drei der elf Figuren ersetzt worden zu sein: Anna selbdritt sowie die Heiligen Georg und Mauritius. Diese Figuren fallen durch deutliche stilistische Unterschiede – Größe, Proportionen, dreiviertelrund statt flächig – auf. Was zur Umarbeitung geführt hat und welche Figuren die neuen ersetzten, ist unbekannt. Die jetzige Figurenanordnung, bei der neben den zur Kreuzigungsgruppe gehörenden Figuren Anna selbdritt, drei Kirchenvätern Ambrosius, Hieronymus und Augustin sowie die Ritterheiligen Georg und Mauritius stehen, ist für Schleswig-Holstein einmalig.
1905 hatte sich die Kirchengemeinde von dem (noch umgearbeiteten) Altar getrennt und diesen dem Flensburger Kunstgewerbemuseum überlassen. 1938 nach der Wiederherstellung hat sie ihn zurückerworben.

### Triumphkreuz
Vor dem Altar an der Decke im Mittelgang befindet sich ein spätgotisches Triumphkreuz. Es ist wohl zu Beginn des 16. Jahrhunderts von unbekannter Hand aus Eichenholz geschnitzt worden. Die Datierung konnte zuletzt anhand zahlreicher stilistischer Bezüge präzisiert werden: so steht dem Flintbeker Triumphkreuz vor allem das Exemplar aus dem nahegelegenen Kirchbarkau nahe. Darüber hinaus lassen sich motivische und zeitstilistische Verbindungen zu zahlreichen Kruzifixen, wie dem Triumphkreuz in St. Michaelis in Eutin oder dem Kruzifixus in St. Marien in Güstrow, nachweisen.
Die Arme sind in früherer Zeit erneuert worden; das Kreuz selbst wie auch die Erneuerungen einiger kleinerer Schadstellen sind neueren Datums.

### Taufbecken

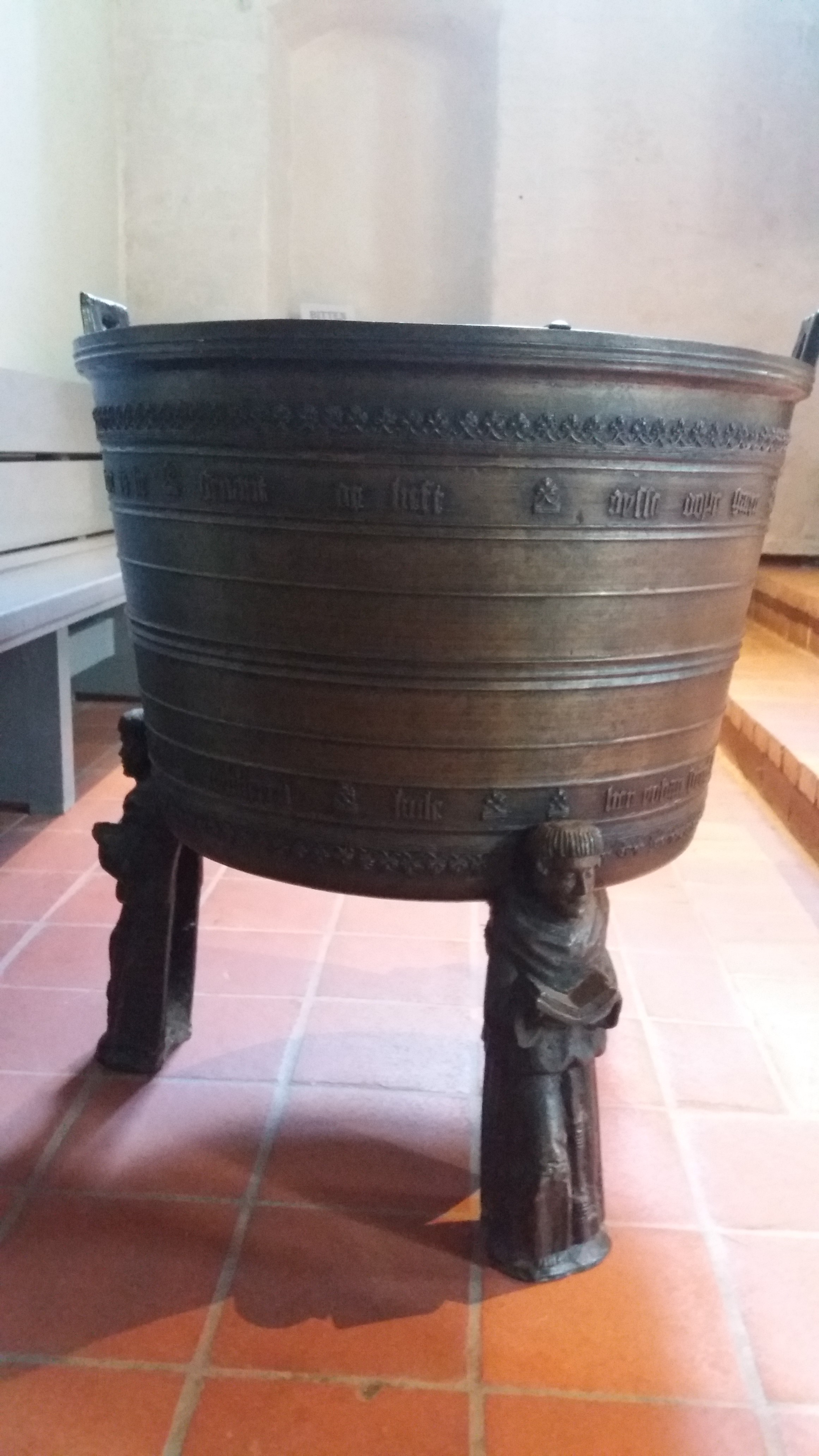
Taufbecken mit lesenden Franziskanern

Bei dem bronzenen Taufbecken handelt es sich um ein Werk aus dem Jahr 1515 von Reymer Jappe aus Kiel und damit um eine der letzten, wenn nicht gar die letzte vor der Reformation gegossene mittelalterliche Bronzefünte des niederdeutschen Kulturraums:
„anno · d(omi)ni m ccccc xv yn · dem yare ys dysse dope · gaten mester reymer ys he · genant de heft · dysse dope gaten · dar ys he mal bekannt“.
Das schlichte Becken wird von drei identischen Figuren, die lesende Franziskanerbrüder darstellen, getragen. Die Mönchsgestalten sind nicht als Hinweis auf die Provenienz der Taufe zu verstehen, wie zuletzt mit einem Verweis auf ein in diesem Punkt ähnliches Taufbecken in Hamburg-Altengamme und einer Ausdeutung der mittelniederdeutschen Inschrift, die oberhalb der Mönchsköpfe verläuft, gezeigt werden konnte. Diese lautet:
„· her yohan stryck henneke stake de want myt gemal otte heytman · marquart · reymers · henneke · vulves · dybberen ·kule ·“,
enthält also die Namen drei Flintbeker Hufner (Otto Heitmann, Dibbern Kule, Henneke Wulff) und des Flintbeker Pfarrers, Johann Strick, wodurch die Verbindung der Stifter zu Flintbek deutlich wird.
In seinem ursprünglichen Zustand war das Taufbecken geeignet, ein Kind bei der Taufe vollkommen unterzutauchen. Als es bei der Taufe üblich wurde, nur die Stirn des Täuflings mit Wasser zu benetzen, wurde in die Öffnung des Beckens eine Halterung für eine Taufschale eingearbeitet, die der jetzigen Ausführung einer Taufe genügt.

## Orgel

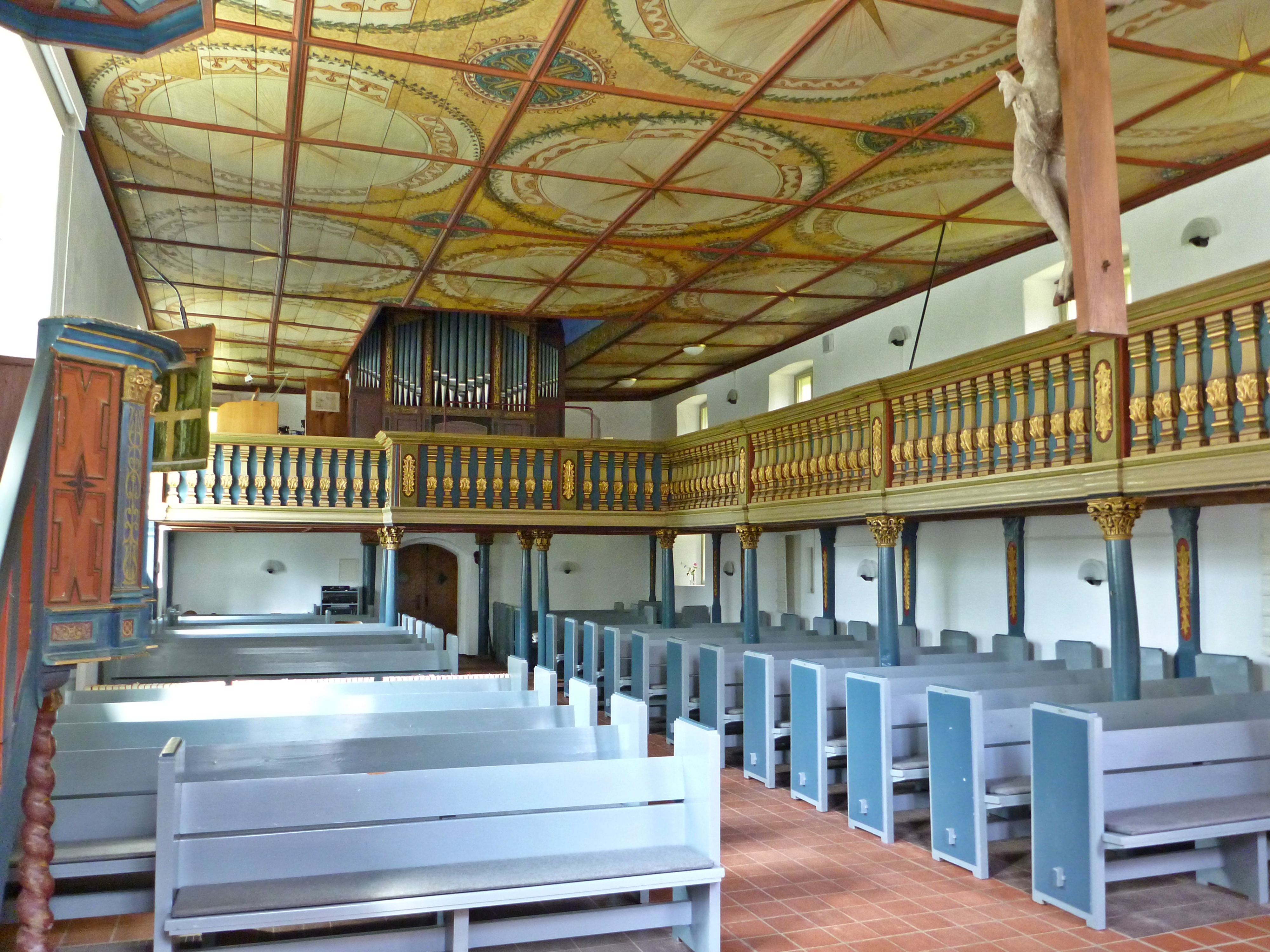
Innenraum mit Orgel

Die Orgel wurde von dem dänischen Orgelbauer Marcussen & Søn im Jahr 1845 errichtet. Im Jahr 1972 wurde sie unter Verwendung der alten Pfeifen durch die Firma Tolle und Neuthor aus Preetz umgebaut (siehe Marcussen & Søn#Werkliste (Auswahl)).
Sie hat 24 Register auf zwei Manualen und Pedal. Die Spiel- und Registertraktur erfolgt elektronisch. Die Registraturen der Manuale und des Pedals sind untereinander kombinierbar. Die Windanlage ist elektrisch.
Ungewöhnlich ist, dass der Spieltisch seitlich angebracht ist, sodass der Organist mit dem Rücken zur Kirchenwand jederzeit guten Blickkontakt zum Altarraum hat.

## Sonstiges
Die Kirche wird von der Evangelisch-lutherischen Kirchengemeinde Flintbek für Gottesdienste genutzt.
Auf dem Gelände neben der Kirche befindet sich die 800 bis 1000 Jahre alte Flintbeker Eibe. Kirche mit Ausstattung, Kirchhof, Grabmale bis 1870 und der Feldsteinwall der Granitböschung stehen unter Denkmalschutz.
Neben dem Turm der Kirche sind zwei gusseiserne Glocken aus den Jahren 1920 und 1921 aufgestellt. Vom mittelalterlichen Geläut hat sich keine Glocke erhalten.

## Geistliche
Liste laut im Altarraum der Kirche befindlicher Tafel:
- Heinr. Wollehant (1375–?)
- Joh. Stryck (1512–?)
- Paul Coronaeus (1588–~1599)
- Nicolaus Gritzner (?–1615)
- Martinus Coronaeus (1615–1665)
- Hinrich Grewe (1665–1695)
- Christian Pauli (1695–1698)
- Georg Hinrich Brunckhorst (1698–1707)
- Martin Jac. Owmann (1707–1710)
- Cai Johann Schwenck (1710–1751)
- Joh. Friedlieb Fitzmann (1751–1789)
- August Poppe (1789–1796)
- Andreas Albrecht (1797–1811)
- Andreas Meyer (1811–1832)
- Joh. Heinrich Forchhammer (1833–1856)
- Hinr. Nicolai Schultz (1857–1878)
- Peter Friedrich Langreen (1879–1915)
- Heinrich Tams (1915–1937)
- Max Ehmsen (1937–1959)
- Paul-Gerh. Hoerschelmann (1960–1966)
- Theodor Vierck (1966–1976)[16]
- Horst Kebe (1976–1979)
- Gesa Kratzmann (1980–1983)
- Wolf-Dietmar Szepan (1970–1987)
- Christa Loose-Stolten (1984–1987)
- Babette Glöckner (1988–1993)
- Christoph Tretow (1993–2014)
- Manfred Schade (1987–2022)
- Simone Sommer (seit 2014)